# Kikuko Inoue
Kikuko Inoue (井上 喜久子 Inoue Kikuko?, 25 de septiembre de 1964) es una seiyū y cantante japonesa originaria de la Prefectura de Kanagawa. Ha sido parte de los grupos de canto DoCo y Goddess Family Club. Es la fundadora y gerente de su compañía de actuación de voz, Office Anemone. Inoue tiende a interpretar el papel de "novia perfecta" o "maternal" en muchas series, pero también ha desempeñado papeles más sensuales y provocativos.

## Biografía
Los roles vocales de Inoue suelen ser personajes femeninos caracterizados como dignos, reservados, hermosos, amables, regios, maduros o domésticos. Por ejemplo, Belldandy, una diosa amable, compasiva y experta en tareas domésticas. Kasumi Tendo es una hermana mayor que se hizo cargo de las tareas domésticas después de la muerte de su madre, y que actúa como un contrapeso para los miembros más desquiciados de su familia. Notablemente, tanto Kasumi como Belldandy son casi paralelas entre sí debido a sus roles como empleados domésticos en un hogar que podría explotar en el caos en cualquier momento. También interpreta a Rune Venus en El-Hazard, una princesa y líder de su país; así como Kazami Mizuho en Onegai Teacher, una agente alienígena sensible y de corazón fuerte a cargo de observar a la humanidad que termina enamorándose de un terrícola. En el videojuego Danganronpa V3: Killing Harmony, ella interpreta a Kirumi Tojo, alias "The Ultimate Maid", una Ultimate leal y seria que se encarga de las tareas y de los estudiantes durante el Semestre de la Escuela Killing, que cumple el dicho "deber antes que uno mismo". "; este papel muestra el amor de Kikuko por las criadas. Cuando piensa en los personajes de mucama, siempre tiende a imaginarlos como alegres, pero Kirumi es definitivamente el tipo de perfeccionista increíble cuya única credibilidad es la "devoción desinteresada". Inoue también dijo que puede estar un poco nerviosa jugando como Kirumi en el Perfil de personaje oficial de Artbook.
De vez en cuando toma papeles que son más sensuales, como Corvette en Idol Project, una bailarina curvilínea que coquetea bastante intensamente con Mimu, la joven heroína. En la clínica hentai OVA Ogenki, ella ofrece la voz de una enfermera loca por el sexo. Además, como Lust en Fullmetal Alchemist: Brotherhood, fue una antagonista con la que los personajes principales tienen que lidiar más de una vez. En muy raras ocasiones, ella toma papeles masculinos, como Tsubasa Ōzora del Captain Tsubasa ROAD to 2002, ya que ha declarado que estos roles le permiten gritar, lo que considera papel "liberador" y "maternal" en muchas series, pero también ha jugado papeles más sensuales y provocativos.
Se la conoce como "Onee-chan" ("hermana mayor" en japonés) y se quedó con el título en su sitio oficial y algunos álbumes debido a su papel de Kasumi Tendo en Ranma ½; esto se confirma en su perfil en línea. Ella cree que en su vida pasada fue un pez y, por lo tanto, utiliza el pescado como su marca registrada. Ella hizo una aparición especial en la convención de anime Animazement 2007 en Durham, Carolina del Norte para una sesión de autógrafos y preguntas y respuestas. Cuando se le pregunta su edad, a menudo responde que solo tiene 17 años, lo que se ha convertido en una mordaza en eventos y espectáculos de anime. En un panel de Otakon 2009, explicó que el número 17 era una elección estética. Después de doblar a Belldandy del anime Aa! Megami-sama, los capítulos posteriores del manga utilizaron el estilo distintivo de Inoue como base para el personaje de Belldandy.
Ella ganó la Mejor Actriz de Reparto en los 4th Seiyu Awards. En 2016, en los 10th Seiyu Awards, ganó el premio "Kazue Takahashi" por "la intérprete femenina que amplía la profesión de la voz en todas las formas de medios".
Kikuko Inoue está casada y tiene una hija llamada Honoka. Honoka usa a Inoue como su nombre artístico de "familia" y también es seiyū y cantante. Ella es la mejor amiga de la seiyū Atsuko Tanaka.

## Roles interpretados
El orden de esta lista es personaje, serie
Algunas actuaciones de su extensa carrera como actriz de voz en anime, tokusatsu y videojuegos son:
- Ai Sunakawa, Ore Monogatari!! (2015)
- Aina Sahalin, Mobile Suit Gundam - The 08th MS Team (1996)
- Anju Kitahara, Marmalade Boy (1994)
- Arisa, Fake (2000)
- Belldandy, Oh! My Goddess TV (2005), Adventures of Mini-Goddess (ep. 14-48) (1998), Oh! My Goddess OVA (1993), Oh! My Goddess (película) (2000)
- Belldandy, Aa! Megami-sama (1994–2007)
- Bella chica diseñadora, Majo no Takkyūbin (1989)
- Brooke, Moldiver (1993)
- Calamity Mary, Mahō Shōjo Ikusei Keikaku (2016)
- Catherine Frober, Gad Guard (2003)
- Chianti, Detective Conan (2006)
- Chianti, Detective Conan Movie 13: El perseguidor negro (2009)
- Chitose Hibiya, Chobits (2002)
- Coco Macne(shiro), Macne series (2010)
- Coco Macne(kuro), Macne series (2011)
- Diamante Azul, Steven Universe (Doblaje Japonés) (2013)
- Amelie, Death Stranding (2019)
- Eleonore de la Valliere, Zero no tsukaima
- Elizabet, Shūmatsu no Izetta (2016, ep 6, 9-10)
- Eucliwood "Yuu" Hellscythe, Kore wa Zombie Desu ka? (2010)), Kore wa Zombie Desu Ka? OF THE DEAD (2012)
- Fabra/Narrator, Crux, Final Fantasy: Unlimited (2001)
- Fantina, Pokémon (2008)
- Goei Sonsaku, Ikki Tōsen (2003)
- Guinevere Green, Argento Soma (2000)
- Grace O'Connor, Macross Frontier (2008)
- Haruno Sora, VOCALOID  (2018)
- Hatsune Yamashita, Hime-chan's Ribbon (1992)
- Hikute, Hakkenden (1993)
- I-no, Guilty Gear XX (2002)
- Ieran Li, Cardcaptor Sakura (1999)
- Insarn, Kaizoku Sentai Gokaiger (2011)
- Izayoi, InuYasha (2000)
- Jaime Seed, Snatcher (1992)
- Jody Summer, F-Zero Falcon Densetsu ([2003])
- June Thunders, Gate Keepers (2000)
- Junko Azumi, Tsuki ga Kirei (2017)
- Karen Hôjô, Policenauts (1994)
- Kasumi Tendou, Ranma ½ (1989)
- Kirumi Tojo, Danganronpa V3: Killing Harmony (2016)
- Kuune, Asobi ni Iku Yo! (2010)
- Kyoka Takamura, Hajime no Ippo: New Challenger (2008)
- Lady Emeraldas, Cosmo Warrior Zero (2001)
- Leia, Slayers Great (1997)
- Lust, Fullmetal Alchemist (2009)
- Madre de Chise, Mahō Tsukai no Yome (2016)
- Madre de Mio, Itsudatte Bokura no Koi wa 10 cm Datta. (2017)
- Madre Mendo, Urusei Yatsura (2022)
- Madre de Naho, Orange (2016)
- Madre de Yuzu, Fukumenkei Noise (2017)
- Maria Asagi, Gungrave (Anime) (2003)
- Mayumi Tachibana, Mix (2019)
- Meyza, Platinum End (2021)
- Minerva Orland, Fairy Tail (2013)
- Mirellia Q. Melromarc, The Rising of the Shield Hero (2019)
- Miria, Claymore (2007)
- Mitsuka-sensei, DearS (2004)
- Miyuki Haruno, Bakuman
- Mizuho Kazami, Onegai Teacher (2002)
- Mizuho Kazami, Onegai Twins (2003)
- Momozono Mei, Mouse (2003)
- Nanase "Silk" Senjou, Yumeria (2004)
- Narradora, Tsugumomo (2017)
- Narradora y Yukari Yakumo, Touhou Musou Kakyou (2008)
- Nastassja, Senki Zesshō Symphogear (2013)
- Natsue Awayuki, Prétear (2001)
- Panther, Saber Marionette J (1996)
- Princesa Celestia, My Little Pony: La Magia de la Amistad (2013)
- Princesa Rubina, Sailor Moon Super S (1995)
- Queen, Miyuki-chan in Wonderland (1995)
- Rangui, Otome Yōkai Zakuro (2010)
- Reika Ayanokouji, Battle Skipper (1995)
- Riza Rollins, Rio Rainbow Gate! (2011)
- Rosemary, Metal Gear Solid 2: Sons of Liberty (2001)
- Rune Venus, El Hazard: The Magnificent World (1995)
- Sailor Aluminum, Sailor Moon Sailor Stars (1996)
- Saginomiya Sakura, 801 TTS Airbats (1994)
- Sanae Furukawa, CLANNAD (serie y película) (2007) CLANNAD After Story (2009)
- Sanzein Yayoi, Happy Lesson OVA (2001), Happy Lesson TV (2002), Happy Lesson Advance (2003)
- Seira Mimori, Saint Tail (1995)
- Shepiria Arks , Black Cat (2005)
- Shuuko Komi, Komi-san wa Komyushō desu. (2021)
- Shuuko Suzuhara, Angelic Layer (2001)
- Shizuka Nekonome, Rosario + Vampire (2008)
- Short, Girl from Phantasia (1993)
- Sunny, Metal Gear Rising: Revengeance (2013)
- Tatora, Magic Knight Rayearth (1994)
- Tomoe Kusanagi, Real Bout High School (2001)
- The Boss, Metal Gear Solid 3: Snake Eater (2004)
- Uraha, AIR (2005)
- Ureshiko Asaba, My Wife is a Magical Girl: Bewitched Agnes (2005)
- Valkyrie, Namco X Capcom y Project X Zone
- Virgilia, Umineko no Naku Koro ni (2009)
- Yukariko Sanada, Mai HiME (2004)
- Rosa, Higeki no Genkyō to naru Saikyō Gedō Last Boss Joō wa Min no tame ni Tsukushimasu (2023) -->

## Discografía

### Álbumes
- Bokura no Best da, Onee-chan
- Funwari, Nobi Nobi Perfect Solo Collection (LD + 2-CD set)
- Fushigi na Omajinai: Tadaima 2
- Hidamari
- merry fish: sound & photo book
- Mizuumi
- Shiawase Tambourine
- Sora Iro no Ehon (2-CD set)
- Tadaima
- Tanoshii Koto
- Yūbi na Osakana

Fuera de Japón
- Anime Toonz Presents Kikuko Inoue (Jellybean, 2001)[13][14][15]

### Sencillos
- Dōzo Yoroshiku ne.
- Okaerinasai

### Talk
- series mensuales Inoue Kikuko no Gekkan Onee-chan to Issho (1997)[16]
- Manbow Hōsōkyoku (1995 de noviembre de 17)[16]
- Ruri Iro Aquarium: Manbow Hōsōkyoku 2 (1996 de enero de 19)[16]
- Ruri Iro Aquarium Special: Manbow Hōsōkyoku 3 (1996 de marzo de 21)[16]
- Ruri Iro Aquarium Selection (1996 de mayo de 17)[16]
- Shin Onee-chan to Issho seasonal series (1999)[16][17]

### Colaboración
- Lu · puty · La · puty (Shiawase Kurowassan, Kikuko Inoue y Maria Yamamoto)
- Osakana Penguin no Theme (Osakana Penguin, Kikuko Inoue y Junko Iwao)
- Osakana Penguin CD (Osakana Penguin, Kikuko Inoue y Junko Iwao)
- Shiawase-san (Shiawase Kurowassan, Kikuko Inoue y Maria Yamamoto)

### Sencillos
- Anata no Birthday (como Belldandy)
- Aria Drama CD I (Alicia Florence y Hime M. Granchester en ARIA)
- Aria Drama CD II (Alicia Florence and Hime M. Granchester en ARIA)
- E-yume, Miyou! (Meimi y Seira en Saint Tail)
- Gimme Love (de Voogie's Angel)
- Girl Friends (de Voogie's Angel)
- Oh My Goddess! Mikami Debut Pack (como Belldandy en Aa! Megami-sama)
- Shin Megami Tensei Devil Children Character File 3 (como Cool de Shin Megami Tensei Devil Children)

- Bokura no Best da, Onee-chan
- Funwari, Nobi Nobi Perfect Solo Collection (LD + 2-CD set)
- Fushigi na Omajinai: Tadaima 2
- Hidamari
- merry fish: sound & photo book
- Mizuumi
- Shiawase Tambourine
- Sora Iro no Ehon (2-CD set)
- Tadaima
- Tanoshii Koto
- Yūbi na Osakana

## Premios
| Año  | Award             | Premio                         | Resultado |
| ---- | ----------------- | ------------------------------ | --------- |
| 2016 | 10th Seiyu Awards | Kazue Takahashi Memorial Award | Ganadora  |